# Het veenspook
Het veenspook is het derde stripverhaal uit de reeks van De Rode Ridder. Het is geschreven door Willy Vandersteen en getekend door hemzelf samen met medewerkers als Karel Verschuere, Eduard De Rop en zijn zoon Bob Vandersteen. De eerste albumuitgave was in 1960.

## Het verhaal
De Rode Ridder belandt in dit verhaal in de strijd tussen twee partijen. Enerzijds de heren van het slot Kamroen en anderzijds Hiordis, de weduwe van de Heer van slot Valkensteen. Hiordis is uit op wraak op de Heren van Kamroen omdat zij haar man vermoord hebben.
Aan het begin van het verhaal belandt Johan in het slot van Kamroen. In eerste instantie helpt Johan dezen in hun strijd tegen een geheimzinnig veenspook. Dit veenspook leeft in de ruïne van Valkensteen en wordt bijgestaan door een groep Noormannen. Later blijkt dit veenspook Hiordis te zijn en komt Johan achter de reden van haar strijd met de heren van Kamroen. Johan wil haar niet helpen bij een persoonlijke wraakoefening. Maar wanneer de heren van Kamroen in een confrontatie haar pogen te doden kiest Johan partij voor Hiordis en helpt bij haar wraak.